# Thapsia minor
Thapsia minor är en flockblommig växtart som beskrevs av Heinrich Friedrich Link och Ernst Gottlieb von Steudel. Thapsia minor ingår i släktet Thapsia och familjen flockblommiga växter. Inga underarter finns listade i Catalogue of Life.